# Sergey Baranov
Sergey Andreyevich Baranov (em russo:  Сергей Андреевич Баранов; Gorlovka, 10 de agosto de 1981) é um jogador de voleibol da Rússia que competiu nos Jogos Olímpicos de 2004.
Em 2004, ele fez parte da equipe russa que conquistou a medalha de bronze no torneio olímpico, no qual atuou em seis partidas.